# Медведєв Микола Якович
Мико́ла Я́кович Медве́дєв (нар. 1922, Машково-Сурена, Тамбовська губернія — пом. 1985, Москва) — радянський військовик часів Другої світової війни, другий номер протитанкової рушниці роти ПТР 384-го окремого батальйону морської піхоти (Очаківська військово-морська база Чорноморського флоту), червонофлотець. Учасник миколаївського десанту під командуванням К. Ольшанського. Герой Радянського Союзу (1945).
Почесний громадянин міста Миколаєва.

## Життєпис
Народився 4 грудня 1922 року в селі Машково-Сурена Козловського повіту Тамбовської губернії РРФСР (нині — Нікіфоровського району Тамбовської області Росії) в селянській родині. Росіянин. З 1933 року разом з родиною мешкав у місті Мічурінську. Закінчив 5 класів і школу ФЗУ. Працював слюсарем на паровозоремонтному заводі.
Призваний до РСЧФ у вересні 1941 року. Після проходження курсу молодого матроса служив замковим в артилерійській частині берегової оборони м. Батумі (Грузія). У 1943 році направлений до новосформованої окремої вогнеметної роти (м. Поті).
У листопаді 1943 року в м. Осипенко рота увійшла до складу 384-го окремого батальйону морської піхоти. М. Я. Медведєв став 2-м номером протитанкової рушниці.
Особливо відзначився під час десантної операції в місті Миколаєві. В ніч з 25 на 26 березня 1944 року в складі десантного загону під командуванням старшого лейтенанта Костянтина Ольшанського на рибальських човнах переправився через Бузький лиман і висадився в Миколаївському порту з метою порушити бойове управління супротивника, перерізати комунікації і завдати удару по ворожій обороні з тилу, тим самим сприяючи наступу Червоної армії. Зайнявши оборону в районі портового елеватора, протягом двох діб десантники вели нерівний бій з переважаючими силами супротивника, відбивши 18 атак і знищивши понад 700 німецьких солдатів і офіцерів.
Після лікування у шпиталі повернувся до рідного батальйону, у складі якого воював до кінця війни. Демобілізований старшина II статті М. Я. Медведєв у листопаді 1945 року.
Мешкав у Москві. З липня 1947 року працював механіком експериментальних стендів і установок у лабораторії № 2 АН СРСР (нині — Інститут атомної енергії імені І. В. Курчатова РАН). Член КПРС з 1951 року. У 1977 році вийшов на пенсію.
Автор книги спогадів «Нас було 68…».
Помер 17 жовтня 1985 року. Похований на Кунцевському кладовищі.

## Нагороди
Указом Президії Верховної Ради СРСР від 20 квітня 1945 року за зразкове виконання бойових завдань командування на фронті боротьби з німецько-фашистськими загарбниками та виявлені при цьому відвагу і героїзм, червоноармійцеві Медведєву Миколі Яковичу присвоєне звання Героя Радянського Союзу з врученням ордена Леніна і медалі «Золота Зірка» (№ 5898).
Також нагороджений орденами Вітчизняної війни 1-го (11.03.1985) та 2-го (27.09.1944) ступенів і медалями.